# Fritz Koerner (Geograph)
Fritz Koerner (* 30. Juni 1893 in Weimar; † 26. Oktober 1959 in Jena) war ein deutscher Hochschullehrer und Geograph.

## Leben und Werk
Koerner studierte an der Universität Jena Geschichte, Geographie und Germanistik. Seit 1912 gehörte er der Burschenschaft Teutonia Jena an. Das Studium unterbrach er für die Teilnahme am Ersten Weltkrieg, aus dem er mit einer Armverletzung zurückkehrte. Das zunächst 1918 an der Universität Straßburg wieder aufgenommene Studium beendete er 1920 mit dem Staatsexamen für den höheren Schuldienst. Nach dem Referendariat folgten zahlreiche kurzfristige Anstellungen in verschiedenen thüringischen Städten, bevor er 1927 als Studienrat an das Gymnasium Carolo-Alexandrinum und damit endgültig nach Jena wechselte. Hier promovierte er 1928 bei Gustav von Zahn mit einer siedlungsgeschichtlichen Arbeit. Dieser verschaffte Koerner 1934 einen unbesoldeten Lehrauftrag für Siedlungsgeographie und Historische Geographie an der Universität Jena, nachdem er dort bereits seit 1931 Übungen abgehalten hatte. Vom Wehrdienst befreit, konnte Koerner bis zum Wintersemester 1944/45 lehren und Exkursionen durchführen.
Nach dem Ende des Zweiten Weltkrieges war er stellvertretender Institutsdirektor und faktischer Leiter, bis das Entnazifizierungsverfahren von Joachim Heinrich Schultze 1950 abgeschlossen war und dieser zurückkehrte. Aufgrund seiner Verdienste und Anpassungsfähigkeit wurde Koerner 1952 zum Professor mit Lehrauftrag für Historische Geographie ernannt und beendete damit seine Lehrertätigkeit vorzeitig. Erst vier Jahre später reichte er seine Habilitationsschrift ein. Bis zum Frühjahr 1957 war er  kommissarischer Institutsleiter und wurde 1958 emeritiert.

## Schriften (Auswahl)
- Flurgröße und Böschungsfaktor in den Amtsgerichtsbezirken Apolda, Buttstädt, Großrudestedt, Vieselbach und Weimar, Jena/Apolda: Hugo Blume 1929 (Dissertation).
- Beiträge zur Geopolitik und Bevölkerungsgeschichte des mittleren Saalegebietes (= Schriftenreihe des Nationalsozialistischen Lehrerbundes Jena, Band 1), Jena: Fromann, 1935.
- Die "Gemeindegrenzenkarte von Thüringen als Grundlage für geschichtliche und statistische Forschungen", Maßstab 1:200000. Ein Bericht über ihre Entstehung, hg. von der Thüringischen Historischen Kommission (Sonderdruck aus: Zeitschrift des Vereins für Thüringische Geschichte und Altertumskunde 1854-1943. N.F.36=44.1942, S. 275-282), Fischer: Jena 1942.
- Die Bevölkerungsverteilung in Thüringen am Ausgang des 16. Jahrhunderts, mit 3 Kartenbeilagen (= Wissenschaftliche Veröffentlichungen des Deutschen Instituts für Länderkunde. N. F. Band 15/16), Leipzig 1958 (Habilitationsschrift vom 12. Mai 1956).